# Coalfields n.º 4
Coalfields n.º 4 es un municipio rural canadiense situado en la provincia de Saskatchewan.

## Superficie
Coalfields n.º 4 tiene una superficie de 818,16 km².

## Demografía
En 2021, tenía 330 habitantes, una densidad poblacional de 0,4 hab./km², y 157 viviendas.